# 留古寺镇
留古寺镇，是中华人民共和国河北省沧州市河间市下辖的一个乡镇级行政单位。

## 行政区划
留古寺镇下辖以下地区：
东石相村、西石相村、大宝车村、小宝车村、石马村、南大齐村、艾家庄村、前羊店村、北杨庄村、四公村、北王庄村、宁家庄村、吾党庙村、冢耳村、艾村、阎村、姜村和后留古寺村。